# 雷諾二世 (尼維爾)
雷諾二世（法語：Renaud II de Nevers，1055年—1089年8月5日），尼維爾伯爵，威廉一世之子，與父親共治。

## 家庭
雷諾二世的妻子是博讓西的阿格尼絲（Agnès de Beaugency），兩人共有兩個兒子：
1. 威廉二世（—1148年）
2. 羅貝爾（—1134年）